# Love is U
Love is U는 2012년 개봉한 인도네시아의 영화이다.

## 출연
- Cherry Belle